# Liste der Monuments historiques in Saint-Rogatien
Die Liste der Monuments historiques in Saint-Rogatien führt die Monuments historiques in der französischen Gemeinde Saint-Rogatien auf.

## Liste der Bauwerke
| Bezeichnung        | Beschreibung              | Standort               | Kennzeichnung | Schutzstatus | Datum | Bild           |
| ------------------ | ------------------------- | ---------------------- | ------------- | ------------ | ----- | -------------- |
| Kirche St-Rogatien | Erbaut im 12. Jahrhundert | Rue de l’église (Lage) | PA00105224    | Inscrit      | 1925  | weitere Bilder |

## Liste der Objekte
| Bezeichnung      | Beschreibung                    | Standort                         | Kennzeichnung | Schutzstatus | Datum | Bild |
| ---------------- | ------------------------------- | -------------------------------- | ------------- | ------------ | ----- | ---- |
| Taufbecken       | Stein, 17. Jahrhundert          | in der Kirche St-Rogatien (Lage) | PM17001709    | Inscrit      | 1991  |      |
| Weihwasserbecken | Stein, 14. oder 15. Jahrhundert | in der Kirche St-Rogatien (Lage) | PM17001008    | Inscrit      | 1978  |      |